# Koppenstein (Adelsgeschlecht)

Wappen derer von Koppenstein

Die Koppensteiner waren ein rheinfränkisches Adelsgeschlecht, das als Seitenlinie der Grafen von Sponheim entstand und später in den Freiherrenstand erhoben wurde.

## Familiengeschichte

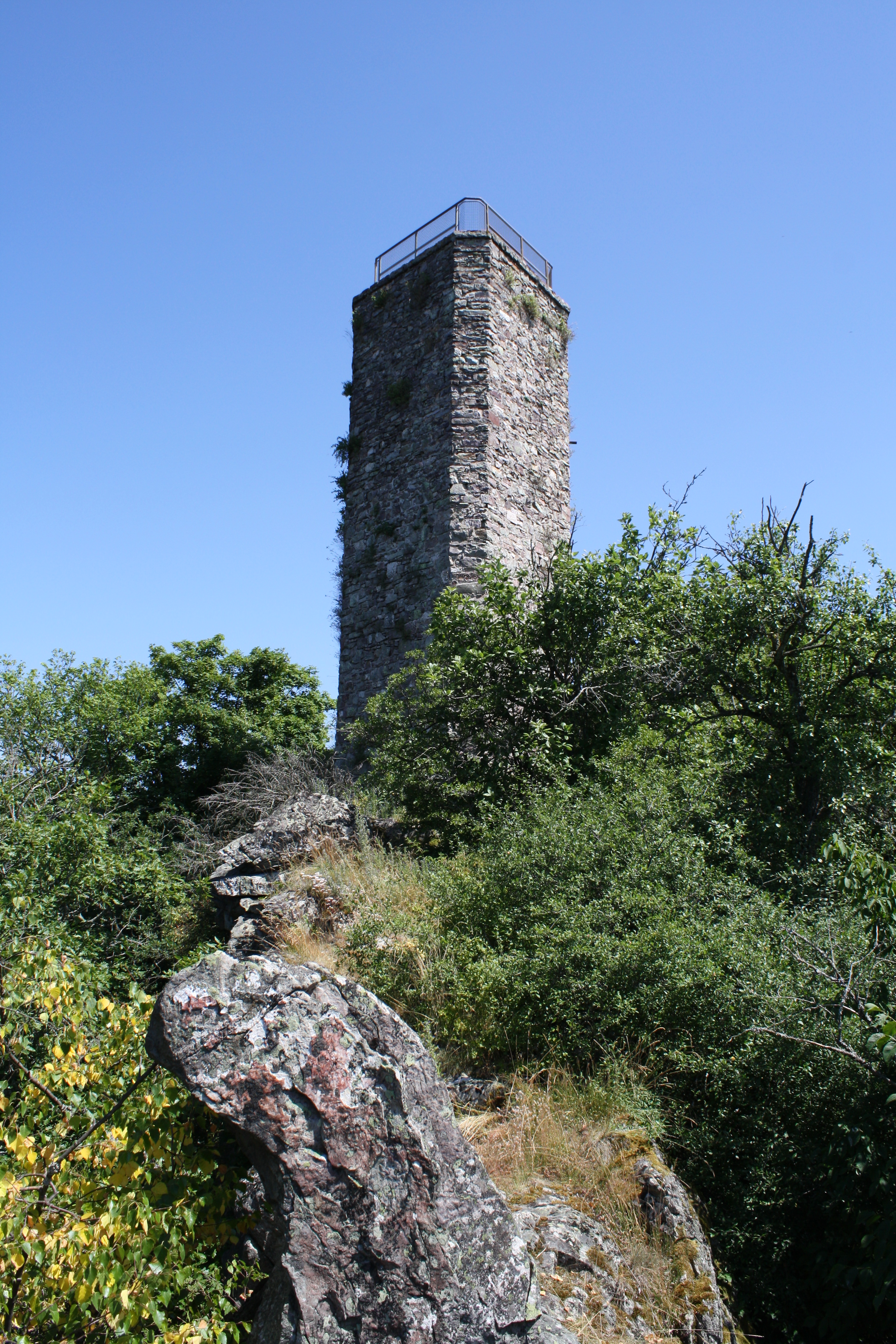
Bergfried der Burg Koppenstein im Hunsrück

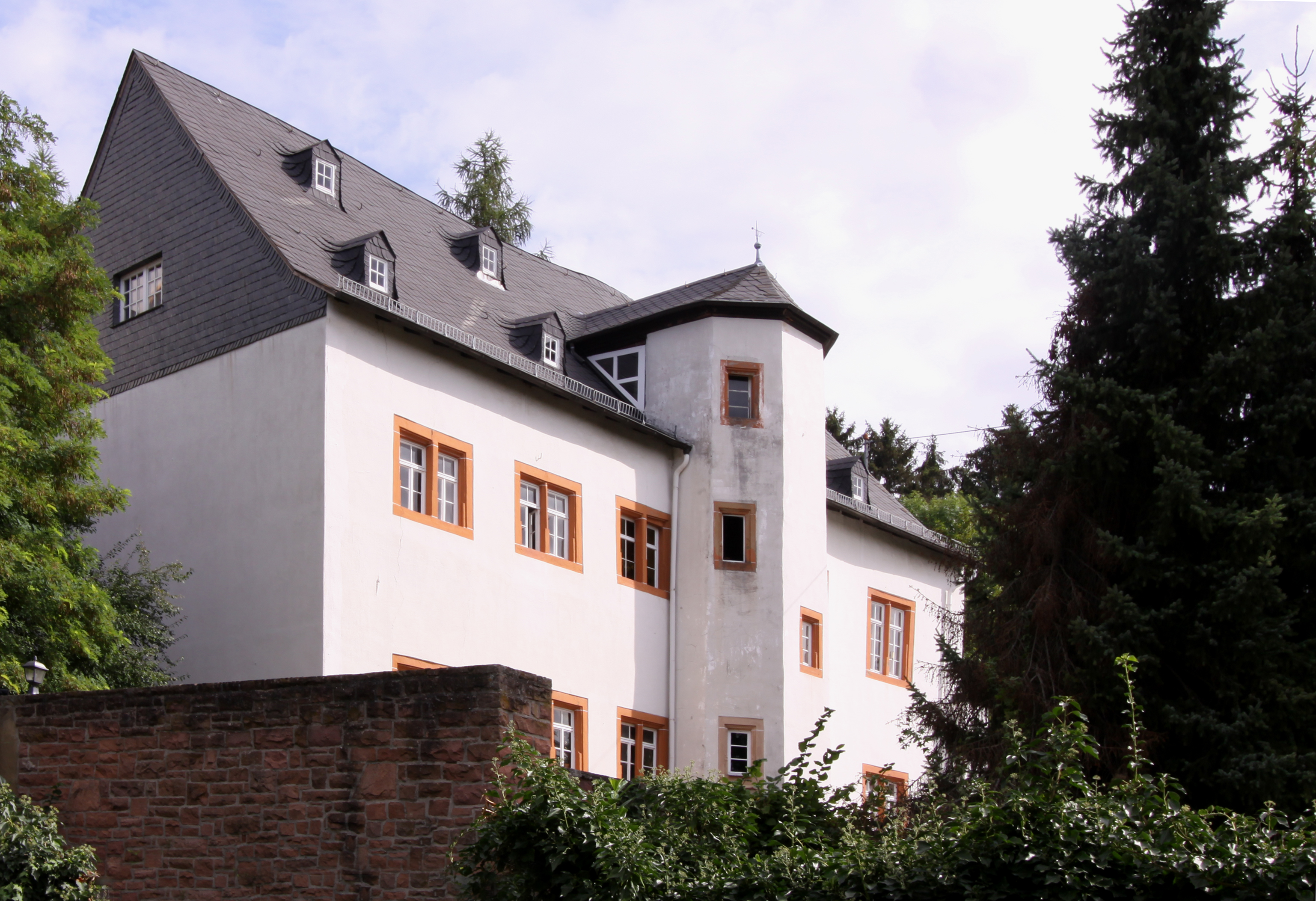
Schloss Mandel

Johann II. von Sponheim-Kreuznach († 1340), Graf der Vorderen Grafschaft Sponheim, beabsichtigte die Eheschließung mit einer Wildgräfin. Wegen zu naher Verwandtschaft durfte die Ehe nicht geschlossen werden und der Graf blieb ledig. Später hatte er mit der Tochter eines sponheimischen Dienstmannen einen unehelichen Sohn namens Wallrab, den er durch den Kaiser legitimieren ließ. In seinem Archiv für Rheinische Geschichte schreibt der Koblenzer Archivdirektor Karl August von Reisach (1774–1846), Onkel des gleichnamigen Kardinals, die Mutter des unehelichen Sprosses sei eine Tochter des gräflichen Wasserträgers gewesen.
Mit diesem Grafensohn Wallrab beginnt im 14. Jahrhundert das Geschlecht der Koppensteiner, die zwar als adelig galten, jedoch nicht die Grafenwürde des Vaters bzw. der Vorfahren besaßen. Aus dem Besitz des Vaters erhielt Wallrab neben diversen Lehen u. a. die Burg Koppenstein im Hunsrück, deren Namen die Familie fortan führte. Von den Kämmerern von Worms wurde den Koppensteinern der Ort Mandel als Lehen aufgetragen. Dort errichteten sie Anfang des 17. Jahrhunderts einen Adelshof („Schloss Mandel“).
Der Vorname Wallrab (Rabe) des Ahnherrn wurde in der Familie zu einem Leitnamen und ging auch in das Familienwappen ein. Dieses ist vom Stammhaus Sponheim abgeleitet, blau-gold geschacht und führt oben rechts, in Rot, einen stehenden Raben.
Mitglieder der Familie standen oftmals als Ritter, Geistliche oder Amtleute im Dienste der lokalen Territorialherren. Auch der Dominikanertheologe Johann Andreas Coppenstein († 1638) entstammte dem Geschlecht.
Mit Jakob Adolf von Koppenstein starb die Familie 1768 im Mannesstamm aus. Zum Erben hatte er seinen nächsten Verwandten, Damian Freiherr Schenk von Schmidtburg eingesetzt, an den der größte Teil des Besitzes fiel. Die Sponheimer Familienlehen hatte Jakob Adolf von Koppenstein bereits 1759 an die Grafschaft Sponheim zurückgegeben. Sie gingen an seinen Vetter Franz Karl Freiherr von Hacke über. Laut einer Druckschrift über ein Fest von Jakob Adolf von Koppenstein, zu Ehren des Trierer Bischofscoadjutors Johann Philipp von Walderdorff, 1755, war der Adelige Kammerherr von Kaiser Karl VII. und Reichsfreiherr.

## Relikte der Familie
Das Ortswappen der Gemeinde Mandel ist dem Koppensteinischen Familienwappen nachempfunden, von dem am örtlichen Schloss ein Doppelwappenstein existiert. Gleiches gilt für die Gemeindewappen von Gehlweiler und Steinbach (Hunsrück).
In der katholischen Pfarrkirche St. Michael zu Kirchberg befinden sich mehrere Epitaphien der Familie. Das Gotteshaus diente als Erbbegräbnis für eine Linie des Adelsgeschlechtes.
In der Burgkirche (Ingelheim) gibt es zwei Koppenstein-Epitaphien aus dem 16. Jahrhundert.
Wolfgang Friedrich von Koppenstein († 1658) lebte als Domherr in Trier und ließ in Esch (bei Wittlich) ein prächtiges Wegkreuz mit dem Familienwappen errichten.
Dessen Schwester Emilie Rosine war verheiratet mit Johann Philipp von Auwach, Amtmann zu Manderscheid bzw. Burgmann zu Schönecken. Sie starb 1692 und wurde in der Krypta der Abteikirche St. Michael in Siegburg beigesetzt, wo ihr Epitaph mit einem Allianzwappen Auwach/Koppenstein erhalten ist. Ihr Sohn Hermann Lothar von Auwach (1652–1722), Domdekan im Fürstbistum Speyer, erhielt einen aufwändigen Wappenepitaph an der südlichen Außenseite des Speyerer Domes, auf dem auch das mütterliche Familienwappen „von Koppenstein“ erscheint.
Weitere Spuren der Familie finden sich in der katholischen Pfarrkirche Sankt Peter und Paul, Eltville am Rhein (Epitaph für Agnes von Koppenstein), in der evangelischen Kirche von Kastellaun (Epitaph für Barbara Römer geb. von Koppenstein), in der katholischen Pfarrkirche St. Georg zu Sehlem (Epitaph für den kurtrierischen Amtmann Albrecht von Esch und seine Gattin Brigitta geb. von Koppenstein), und in Bacharach, evangelische Pfarrkirche St. Peter (Ahnenwappen Koppenstein am Epitaph des Johann Friedrich von Wolfskehl zu Vetzberg).

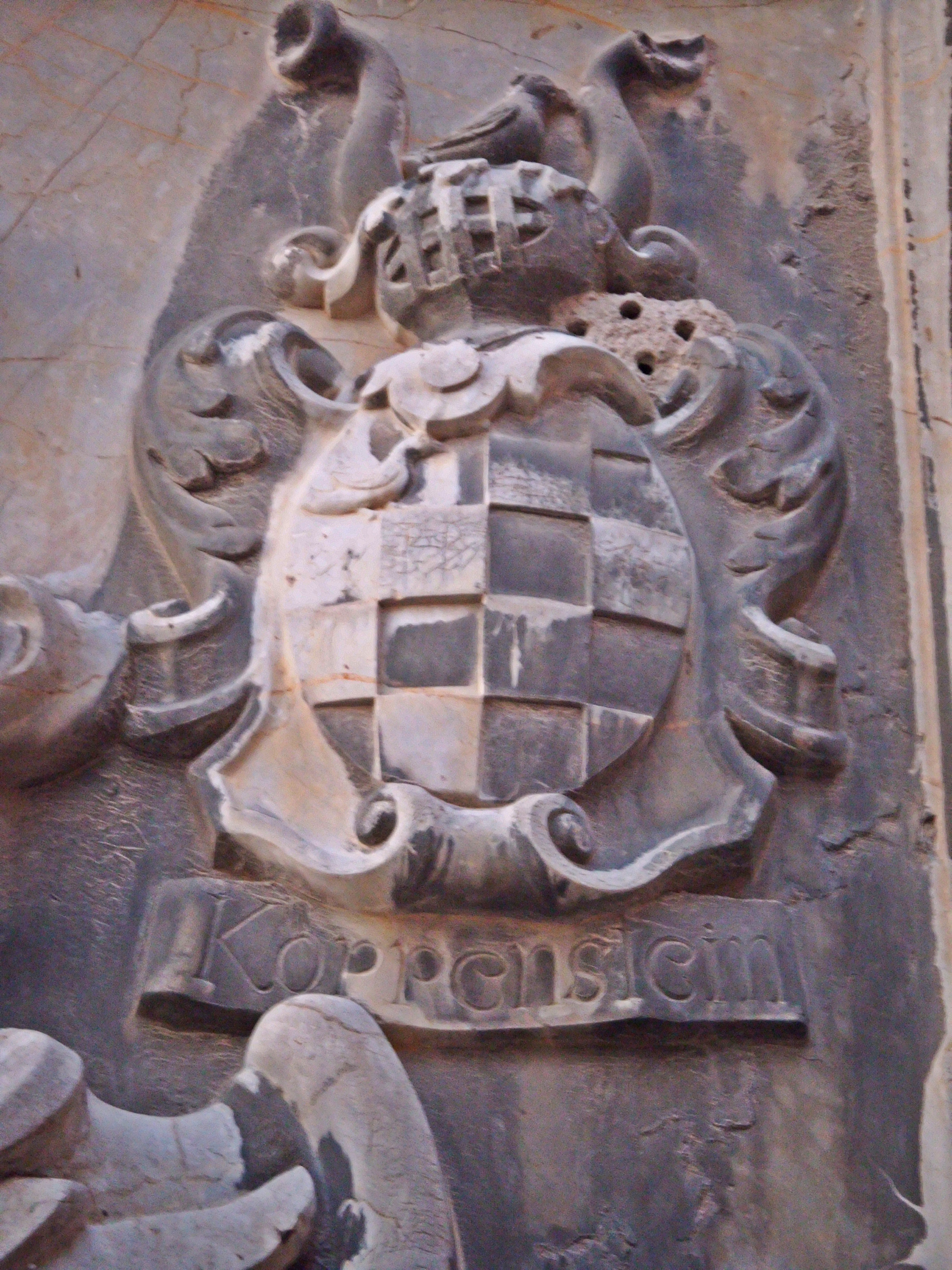
Wappen der Koppensteiner, am Auwach-Epitaph, Speyerer Dom, Südseite
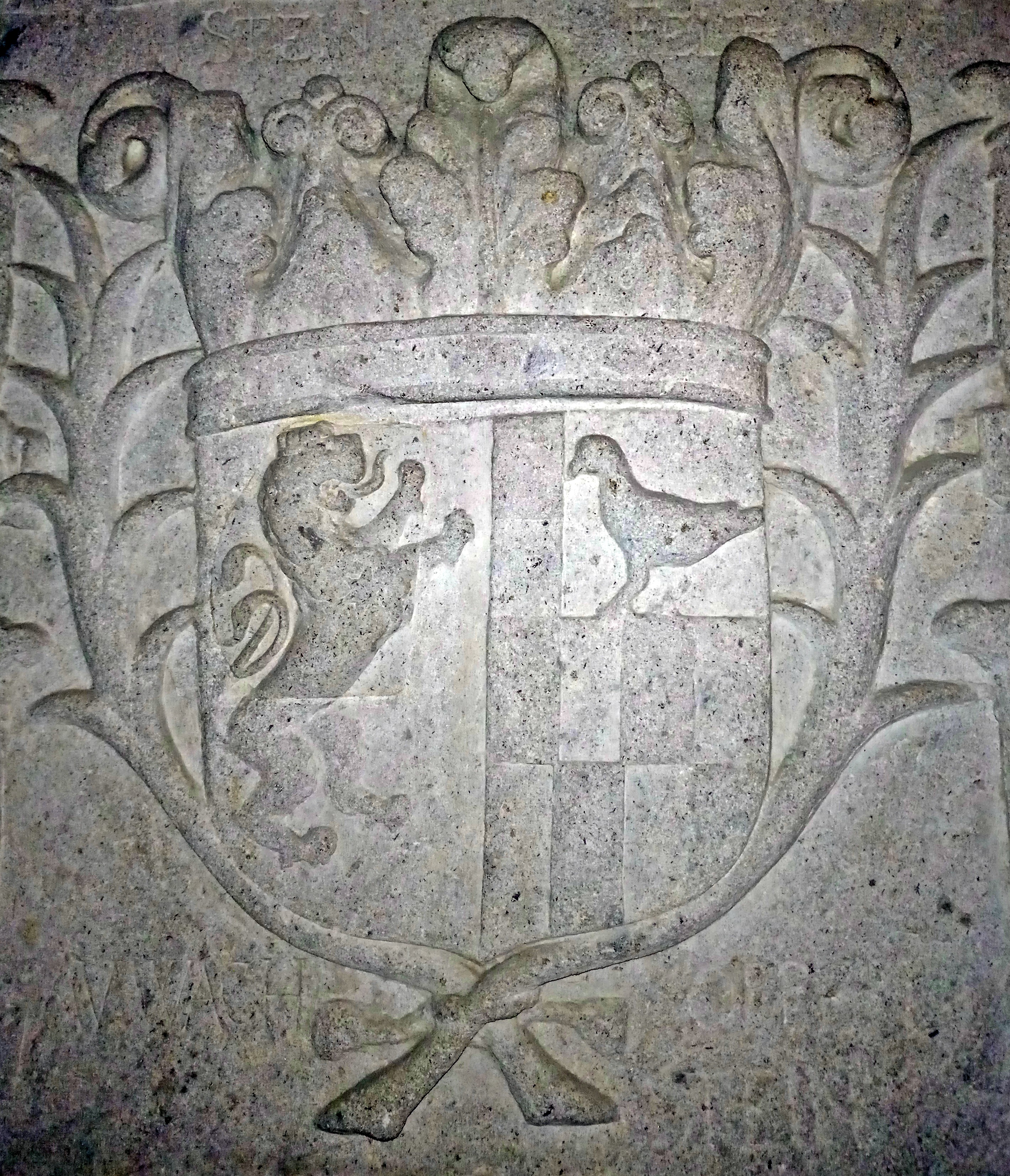
Auwach/Koppenstein Allianzwappen (1692), Abteikirche St. Michael, Siegburg, Krypta
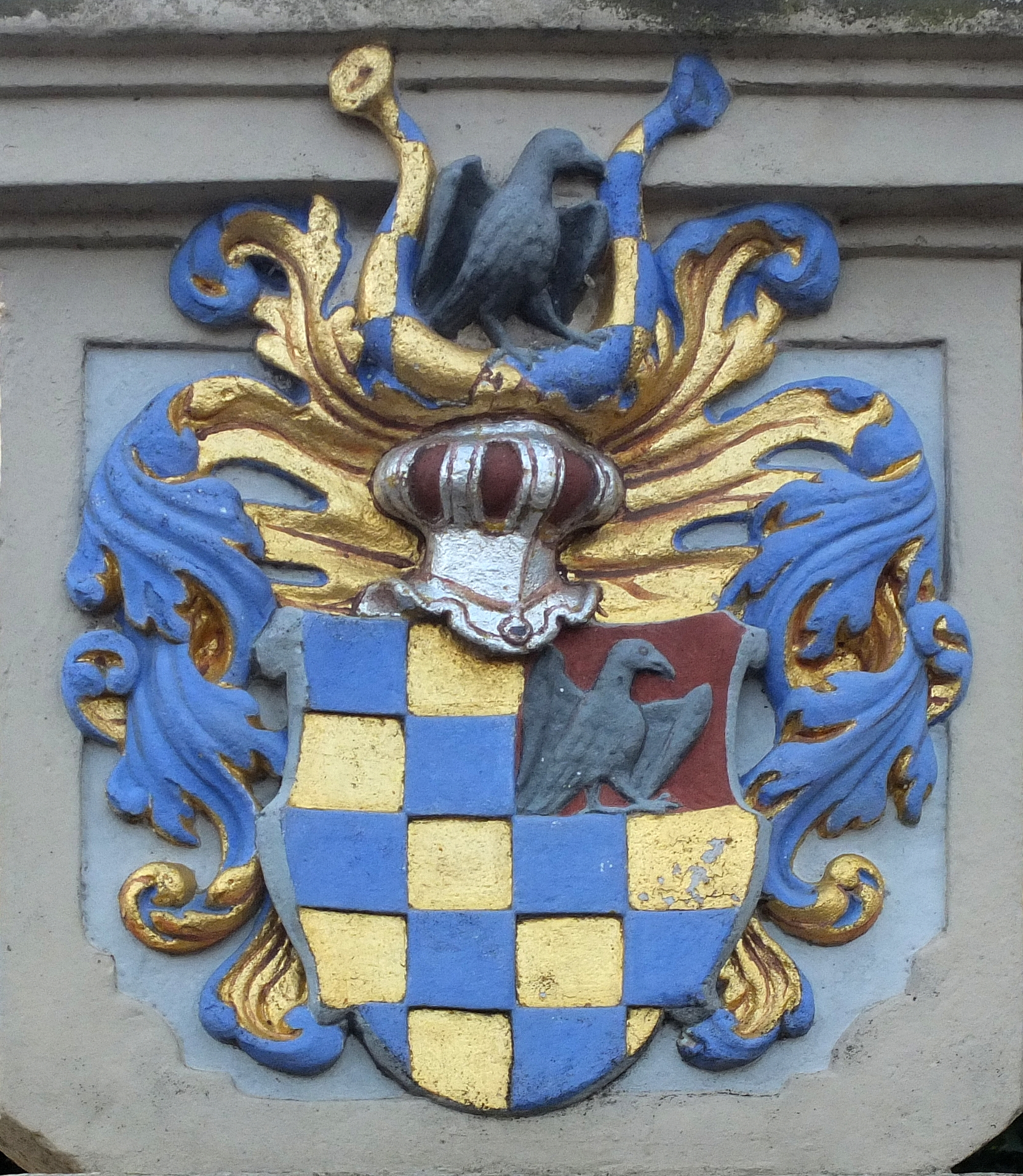
Wappen des Wolfgang Friedrich von Koppenstein, Domherr zu Trier, am Wegekreuz (1653) in Esch (bei Wittlich)